# Granja monástica

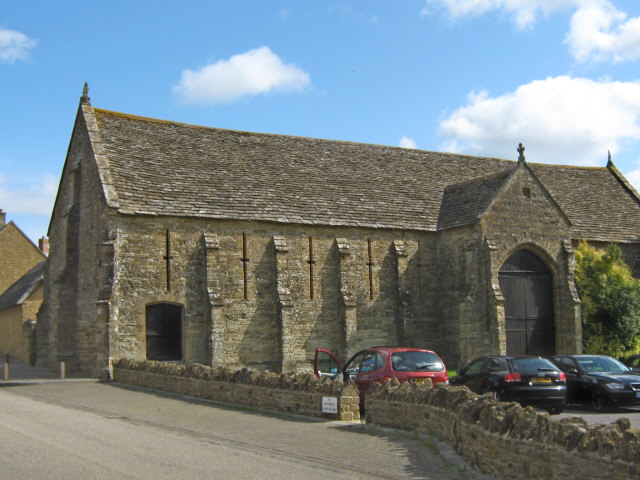
Granero de la abadía de Yeovil, Somerset, Inglaterra.

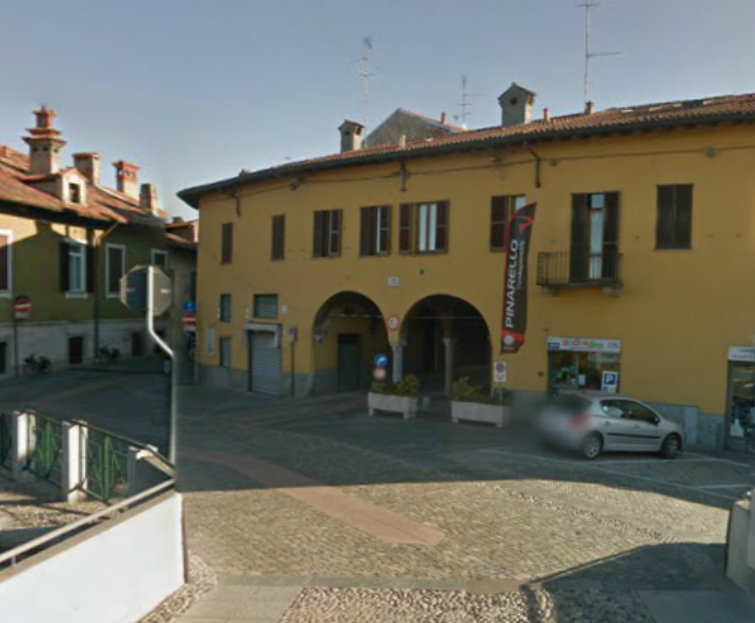
Granja cartuja de Boffalora sopra Ticino (provincia de Milán),.

Una granja monástica es una propiedad agraria dependiente de un monasterio que, generalmente, estaba dedicada al cultivo y la explotación de las tierras adscritas, la ganadería y otras posibles actividades complementarias de utilidad para proporcionar alimentos e ingresos a la comunidad monástica. 

## Historia
Las primeras granjas monásticas fueron establecidas por los cistercienses en el siglo XII y luego les imitaron otras órdenes monásticas a lo largo de Europa. Su importancia fue tal que se incluyó en la propia legislación de la Orden cisterciense.
Originalmente se empezaba con un granero utilizado para la conservación de granos y semillas, que luego se extendía a un conjunto de edificios que constituyeron una finca y, solo más tarde, pasó a disponer de grandes edificios aislados destinados a albergar una actividad agrícola o industrial colectiva realizada en un principio por monjes del monasterio.
Las casas monásticas más poderosas llegaban a tener muchas granjas, la mayoría de las cuales eran principalmente agrícolas y proporcionaban alimentos a la comunidad monástica. Se podría establecer una granja adyacente al monasterio, pero otras se establecían dondequiera que se poseyeran tierras, incluso a distancias considerables. Algunas granjas eran trabajadas por conversos, también llamados hermanos legos, pertenecientes a la orden, pero otras, posteriormente, lo fueron por jornaleros.

"Para explotar, sostener y mantener en buen estado todo esto, podemos tener, cerca o lejos del monasterio, granjas que supervisarán y administrarán los conversos."

Determinadas tierras de cultivo, bosques o viñedos, a más de un día de camino del monasterio, hace que los edificios encargados de almacenar los productos terminados se vean transformando paulatinamente en verdaderas unidades de producción, con alojamiento para los conversos. Las granjas podían ser de alguno de los tipos conocidos o mixtas: granjas agrarias, de ovinos o bovinos, criaderos de caballos, complejos pesqueros e industriales. Las granjas industriales tuvieron un papel importante en el desarrollo de las industrias medievales, particularmente en el trabajo del hierro.

## Descripción
Las granjas eran propiedades de tierra utilizadas para la producción de alimentos, centradas en una granja y edificios anexos y posiblemente un molino o una colecturía. La palabra granja viene del francés: grange y éste del latín: granica, que significa granero. Este término podría haber sido difundido en Europa a través de los cistercienses, por ser una orden religiosa de origen francés. Su difusión se inspiró fundamentalmente en la regla de San Benito por la que, los monasterios debían poder proporcionar todo lo necesario para la vida de los monjes de forma independiente.
Las granjas comenzaron a extenderse como estructuras subsidiarias a los monasterios con la expansión de las primeras grandes abadías territoriales después de la expansión del monaquismo en Occidente. En cualquier caso, tuvieron su período de máximo esplendor entre los siglos XII y XIV, marcando al mismo tiempo la edad de oro de las principales órdenes monásticas, especialmente el Císter. La granja surgió donde más fuerza tenía el movimiento cisterciense, principalmente en Francia e Italia, donde, junto con vastas parcelas de tierra, existían comunidades suficientemente autónomas.

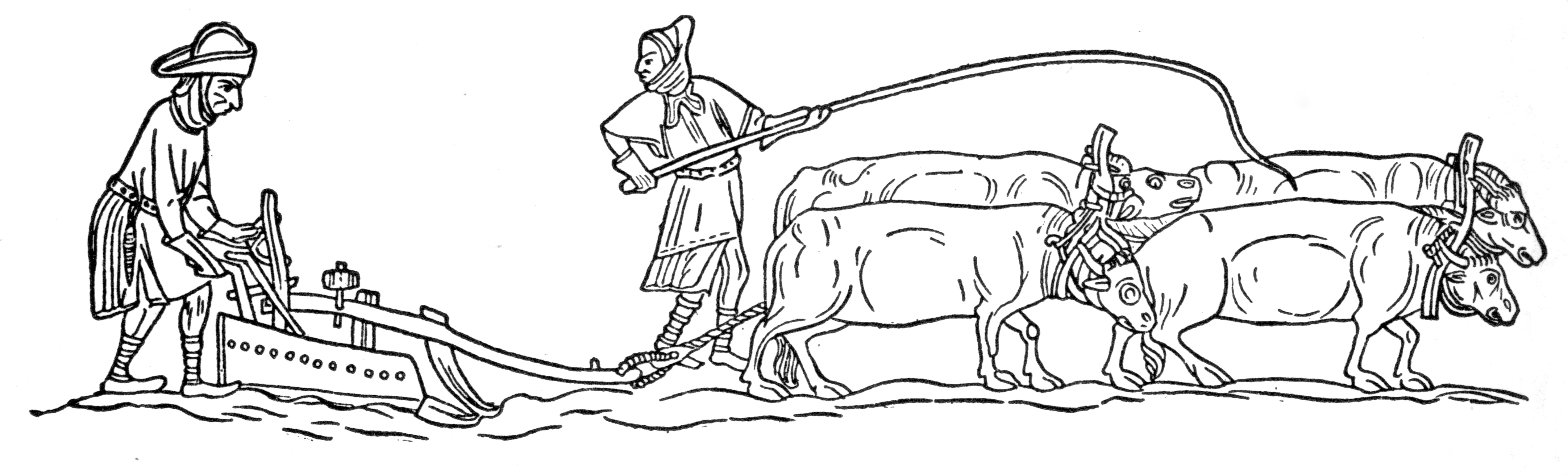
Labores de arado. Grabado iluminado.

Dependiendo del tamaño y la estructura del monasterio, podía existir una granja dentro de su recinto para facilitar la labor cotidiana más elemental como suministrar productos a la cocina, cuidado de jardines o atender el mantenimiento del propio monasterio o de sus propiedades, como molinos, ferrería, etc.
Sin embargo, dado que las granjas podían estar ubicadas a grandes distancias, criaban ganado o se implicaban en los cultivos más normales como cereales o bien cultivos más especializados para producir bebidas (sidra, cerveza o vino) como árboles frutales, del tipo manzano, lúpulos o uvas. Algunas granjas tenían estanques de peces para suministrar las comidas de los viernes al monasterio. El producto obtenido podría servir para suministrar a los monjes o venderse con fines de lucro. 
Las granjas estaban bajo el control monástico y estaban gestionadas y administradas por un denominado maestro de la granja (grangiarius), un converso que estaba por encima de los demás conversos y, si los hubiera, de los denominados mercenarii o mano de obra asalariada. El jefe de la granja era elegido por el abad a propuesta del cillerero del monasterio y a este debía rendirle cuentas periódicamente. También existía en las granjas un hermano hospedero para recibir a los visitantes con la hospitalidad característica de cada orden.
Las granjas disponían de los elementos básicos de una vivienda monástica estándar: dormitorio, cocina, refectorio, calefactorio y hospedería. Los materiales de construcción se adaptaban fundamentalmente a los existentes en su entorno, innovando en formas y técnicas que han dejado una importante huella en la arquitectura popular de cada región. Los conversos que residían y trabajaban allí debían asistir a los oficios y sermones del abad que se daban en el monasterio cada domingo y en determinadas fiestas, aunque con el tiempo, se hicieron algunas excepciones cuando existiera exceso de trabajo o en períodos punta de cosecha. Durante un tiempo cada granja disponía de una capilla para celebrar el oficio divino, pero en 1180 se prohibió celebrar allí las misas para evitar que los laicos de alrededor se sumaran a escucharla y evitar enfrentamientos con los obispos.
Aunque las granjas no debían situarse más allá de una jornada de distancia, las cada vez más lejanas granjas de un monasterio hicieron que en 1255 el papa Alejandro IV permitiera estas celebraciones en las granjas o lugares extremadamente alejados desde los que no se pudiera asistir fácilmente a las parroquias de los pueblos.

## España

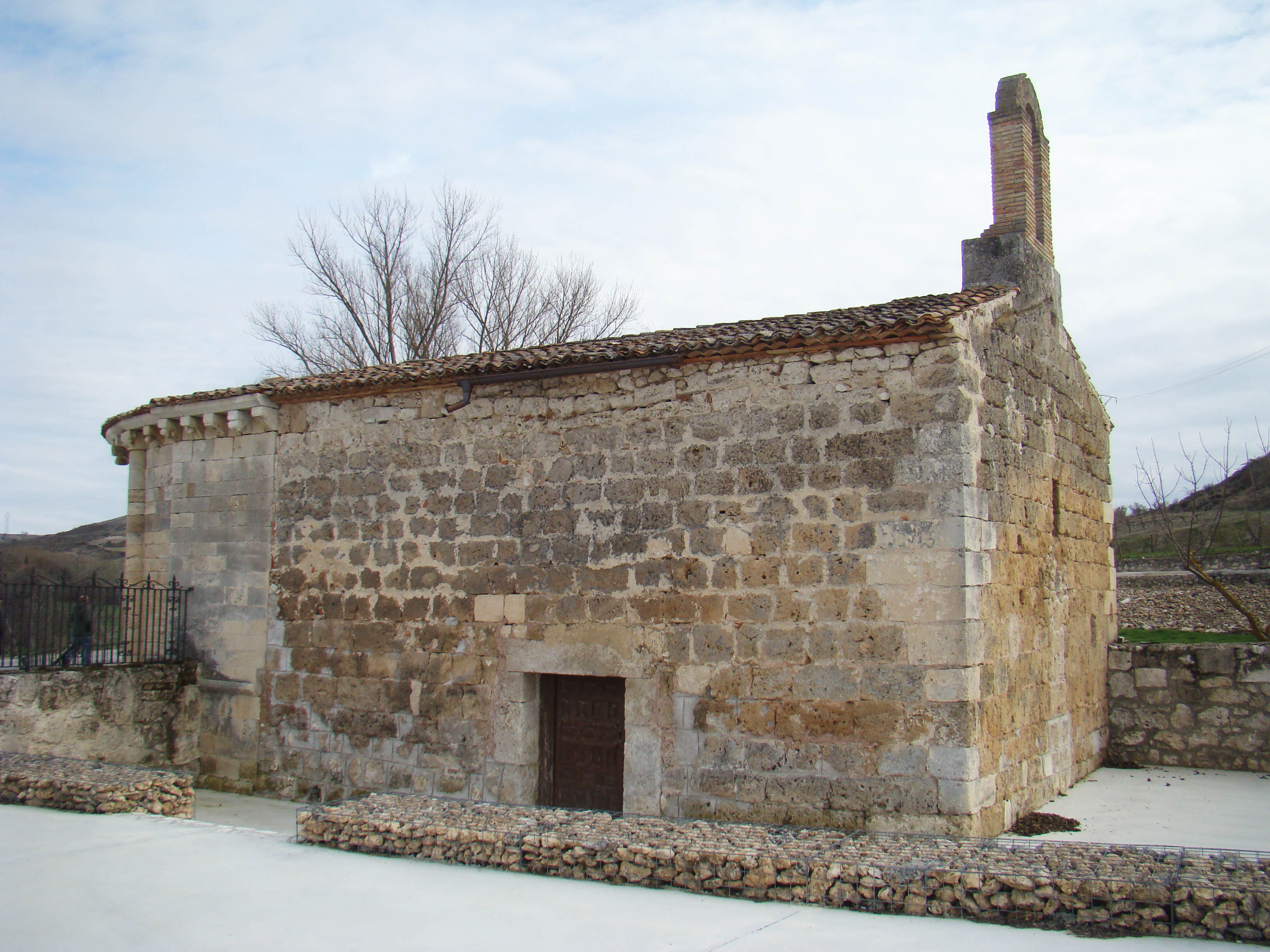
Antigua capilla de la granja monástica de Cárdaba, dependiente del monasterio de Sacramenia, Castilla y León.

En España, el monasterio de Carracedo llegó a tener hasta 31 granjas, y una de ellas, la de San Martín, consta que en 1243 disponía de casa, bodega, telares, horno, establos, almacenes, molinos y capilla. Todavía sobrevive hoy el único ejemplo de capilla de granja en Castilla y León en Cárdaba (provincia de Segovia) que desde 1488 dependía del monasterio de Sacramenia.

## Francia
El crecimiento de granjas fue un caso de éxito, muy importante, en Francia, gracias a un desarrollo económico positivo para la institución monástica y su entorno laico y a las donaciones. Un monasterio cisterciense tipo podía llegar a poseer un territorio de entre 5000 y 8000 ha (en el caso de la abadía de Claraval, hasta 28000 ha) donde se cultivaban cereales, ganado y viñedos. Para controlar todo, se organizaban las granjas, dándose el caso, que dependiendo de su riqueza patrimonial, el número de granjas que dependían de un monasterio, podía estar en 19 si se trataba de la abadía de Císter, 20 si se habla de la abadía de Claraval o 10 si es la abadía de Fontenay.
Aunque la arquitectura de las granjas era muy variada, dependiendo de su ubicación predominaron en Francia los grandes edificios con dos o tres naves, piñones triangulares y cubierta a dos aguas.
En Francia son famosas las granjas de viñedos con sus correspondientes bodegas, como las pertenecientes a las abadías de Pontigny y Cister, pero también existían abadías que poseían salinas como la de Balerne, explotaban ferrerías como en Fontenay o fabricaban tejas y cerámica como en Chaalis.

## Inglaterra
Con la disolución de los monasterios en la década de 1530, Enrique VIII se apoderó de todas las tierras monásticas. Las granjas y las tierras se vendieron pero a menudo conservaron sus nombres y muchas todavía se pueden encontrar en el paisaje británico de hoy día como los casos de granjas monásticas en el noreste de Inglaterra que incluyen Fenham Grange (propiedad del priorato de Lindisfarne) y Muggleswick Grange (propiedad del priorato de Durham).